# Tenuipalpus tectonae
Tenuipalpus tectonae är en spindeldjursart som beskrevs av Mohanasundaram 1981. Tenuipalpus tectonae ingår i släktet Tenuipalpus och familjen Tenuipalpidae. Inga underarter finns listade i Catalogue of Life.